# Stadionul Dinamo (Kiev)
„Stadionul «Dinamo» numit după Valeri Lobanovski” este un stadion multifuncțional din Kiev, Ucraina. Aceasta este arena domestică a clubului Dinamo Kiev, iar între anii 2001–2013 aici și-a disputat meciurile de acasă și echipa Arsenal Kiev.
Cu o capacitate de 16.873 de locuri, stadionul a găzduit și meciuri inernaționale ale echipei naționale de fotbal a Ucrainei. Din 2002, stadionul poartă numele fostului antrenor al lui Dinamo Kiev și al echipei naționale de fotbal a URSS – Valeri Lobanovski, care a murit în data de 13 mai a acelui an, la vârsta de 63 de ani.

## Galerie

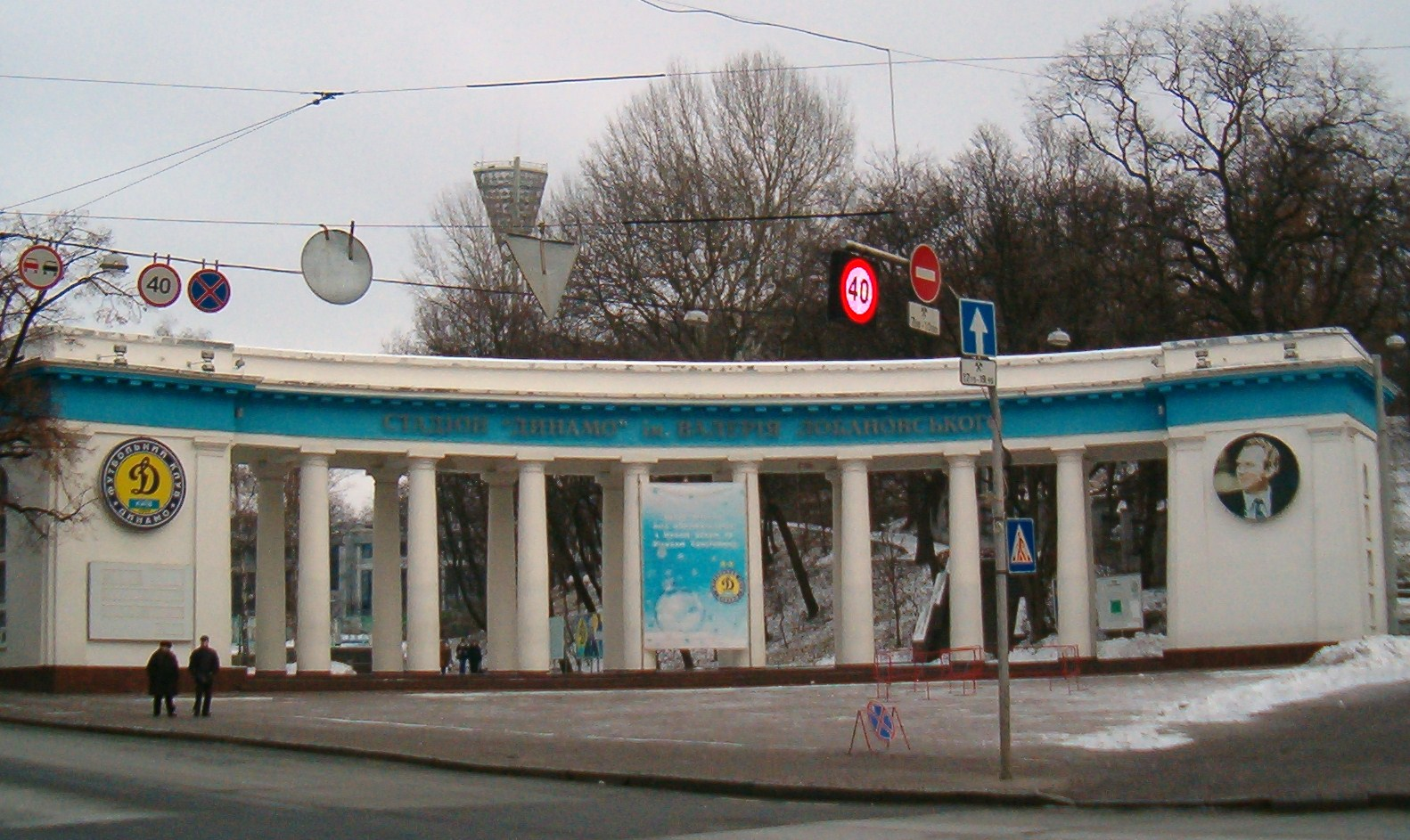
The stadium entrance
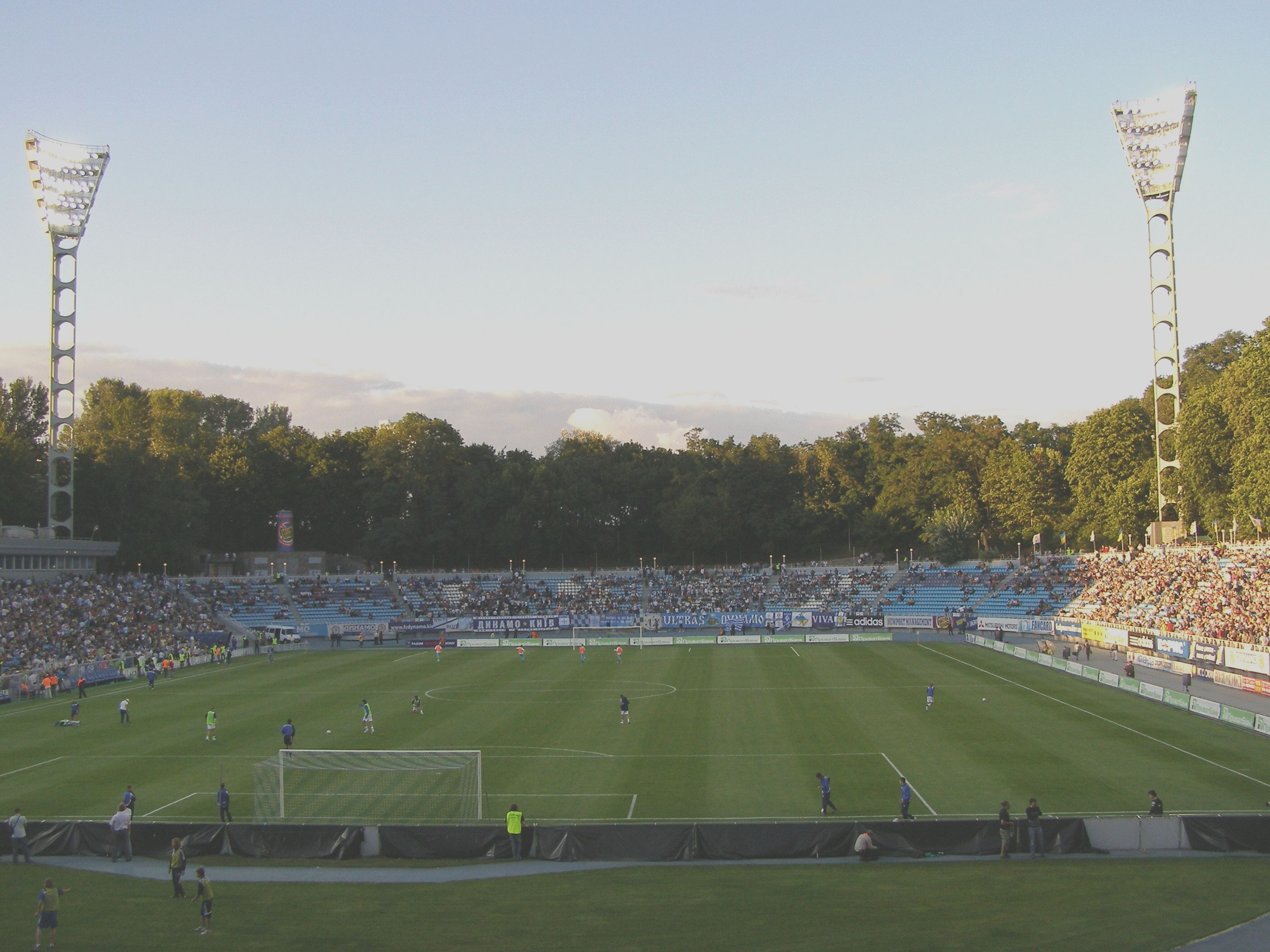
Stadium panorama (day)
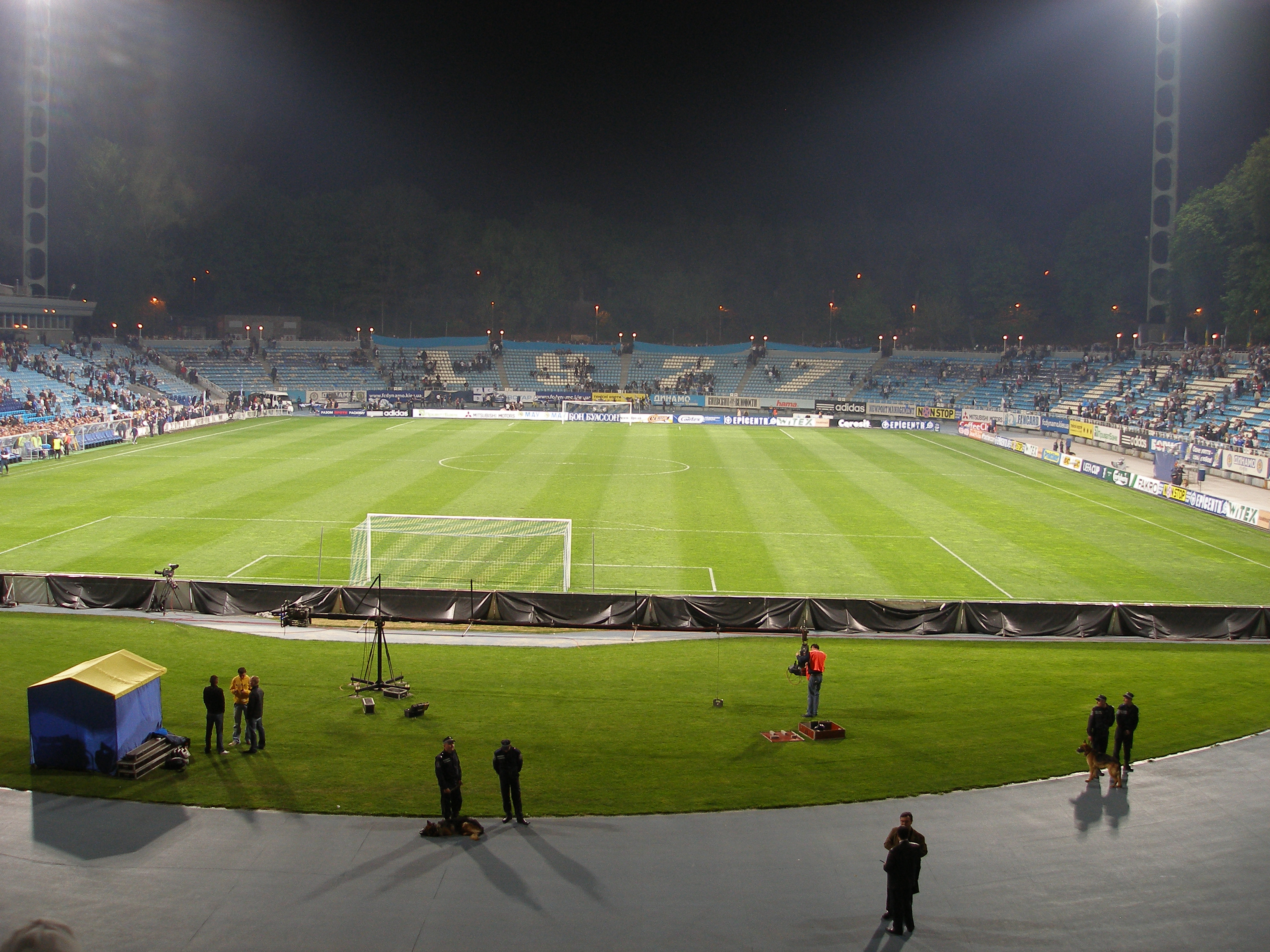
Stadium panorama (night)